# Тони Короткова
У 1905 р. російський лікар М. С. Коротков запропонував  метод вимірювання артеріального тиску, який полягає у вислуховуванні за допомогою фонендоскопа плечової артерії, під час повного затискання її манжетою. Звуки які виникають при зміні потоку крові під дією тиску називаються тонами (звуками) Короткова. 

## Принцип
Тиск в манжеті нагнітають за допомогою ручної груші, до повного припинення кровотоку в артерії нижче манжети. Відпускаючи грушу тиску дозволяють по трохи спадати (стан 1 на мал.). Коли тиск в манжеті падає до того значення, який створює систолічний тиск артерія тимчасово відкривається, коли кров’яний тиск в ній досягає піку. Кров проривається через частково затиснену артерію на короткий час, доки тиск в артерії знову не знизиться і артерія знов буде закрита. Цей рух крові — турбулентний, таким чином його можна почути. Перший поштовх крові, який вдалося почути вказує значення систолічного тиску (стан 2 на мал.). 
Коли тиск в манжеті становиться менше ніж діастолічний тиск, плечова артерія більше не перекривається під час жодного моменту кардіоциклу, і кров може перетікати без перешкод по судині (стан 5 на мал.). З тим як турбулентного потоку більш не відбувається, звукових поштовхів більше не чути. Таким чином найнижче значення тиску, на якому можна зареєструвати звук є значенням діастолічного тиску. (стан 4 на мал.)